# Cilicaea latreillei
Cilicaea latreillei är en kräftdjursart som beskrevs av Leach 1818. Cilicaea latreillei ingår i släktet Cilicaea och familjen klotkräftor. Inga underarter finns listade i Catalogue of Life.